# Rimavská Baňa
Rimavská Baňa és un poble i municipi d'Eslovàquia. Es troba a la regió de Banská Bystrica.

## Història
La primera menció escrita de la vila es remunta al 1270.

## Demografia
| Godina             | 1994 | 2004   | 2014    | 2024   |
| ------------------ | ---- | ------ | ------- | ------ |
| Nombre de persones | 408  | 440    | 536     | 502    |
| Diferència         |      | +7,84% | +21,81% | −6,34% |

| Godina             | 2023 | 2024   |
| ------------------ | ---- | ------ |
| Nombre de persones | 510  | 502    |
| Diferència         |      | −1,56% |